# Lou Marin
Lou Marin, né en 1961 est un journaliste, traducteur, chercheur, et essayiste libertaire francophone d'origine allemande.
Il doit sa notoriété à ses recherches historiques sur les liens étroits existants entre Albert Camus et le mouvement anarchiste.

## Biographie
Né en Allemagne de l'Est, il participe au mouvement écologiste et anti-nucléaire à partir de 1979.
Il collabore à la revue anarchiste-non-violente Graswurzelrevolution (de),.
Pendant une quinzaine d’année, il rassemble l’intégralité des textes écrit par Albert Camus dans les revues libertaires en France et dans le monde.
En 2001, il s'installe à Marseille et devient un membre actif du Centre international de recherches sur l'anarchisme (Marseille).
En 2006, il participe à un colloque international portant sur l'histoire des mouvements pacifistes en France et aux Etats-Unis de leurs origines jusqu'à nos jours, qui s'est déroulé sur l'université de Savoie à Chambéry invitant à la fois des chercheurs et des militants.
En 2008, il publie Camus et sa critique libertaire de la violence, une « étude sur la critique libertaire de la violence développée par Albert Camus tout au long de sa vie. Ayant côtoyé Rirette Maîtrejean, des anarchistes espagnols en exil, l'antimilitariste Louis Lecoin, les anarcho-syndicalistes Nicolas Lazarévitch et Maurice Joyeux, l'écrivain développe une critique qui cible à la fois la violence du pouvoir et une violence révolutionnaire qui refuse de se donner des limites. »
En 2012, une polémique l'oppose à Michel Onfray qui parle de son travail « avec une nonchalance et une morgue inappropriées » : « L’historiographie anarchiste dominante considère que la publication d’un article dans une revue anarchiste, estampillée comme telle, fait la loi, ou que la citation d’hommage explicite et élogieuse d’un penseur anarchiste faisant partie du catéchisme révolutionnaire constitue une preuve. À défaut de laissez-passer, les anarchistes peinent à être vraiment libertaires. ». Lou Marin lui répond dans une tribune titrée Onfray contre les libertaires : « Onfray espère-t-il changer la société ou n’aspire-t-il qu’à une gloire médiatique au sein de la société capitaliste ? Ainsi, il se situe aux antipodes de Camus, qui se considérait si chaleureusement accueilli au sein du mouvement libertaire, au point de se sentir chez lui parmi nous. »
En 2013, à l'occasion du centenaire de la naissance d'Albert Camus, il publie Écrits libertaires : 1948-1960 qui « présente une somme sur la pensée et les engagements libertaires de Camus. Il retrace l'élaboration de sa pensée au temps de la guerre froide, quand l'intellectuel refuse de choisir l'un des deux camps pour se poser en objecteur de conscience, du côté des syndicalistes, des anticolonialistes et des révolutionnaires. »
En 2013, il participe à de nombreuses rencontres publiques,, dont en décembre, avec Benjamin Stora sur le thème « Albert Camus, libertaire » organisée par l'Institut de Recherche er d’Études Méditerranée Moyen-Orient.
Son nom de plume est inspiré du village de Lourmarin où Albert Camus a acheté en 1958 une maison et où il est enterré,,.

## Œuvres
- Albert Camus et les libertaires : 1948-1960, Marseille, Égrégores éditions, 2008,  (ISBN 978-2-9523819-4-9)[19],[20],[21].
- Camus et sa critique libertaire de la violence, Montpellier, Indigène éditions, 2010,  (ISBN 978-2-911939-73-0)[22],[23],[24],[25].
- Albert Camus. Écrits libertaires : (1948-1960), Égrégores éditions & Indigène éditions, 2013,  (ISBN 9791090354371)[26],[27].

### Introduction
- Teodosio Vertone, L'œuvre et l'action d'Albert Camus dans la mouvance de la tradition libertaire, Lyon, Atelier de création libertaire, 2013,  (ISBN 978-2-35104-068-3)[28].

### Articles
- Albert Camus et les libertaires, Anarchisme et non-violence, 17 novembre 2009, texte intégral et pdf.
- L'anarchisme de langue allemande des origines à nos jours. Brève introduction, sommaire et point de vue subjectif d'un militant anarchiste non-violent, Centre international de recherches sur l'anarchisme (Marseille), texte intégral.
- Onfray contre les libertaires : Michel Onfray contre l’historiographie anarchiste dans son livre sur Albert Camus, Le Monde libertaire, n°1658, 2-8 février 2012, texte intégral.
- La réception de l’œuvre de Camus par les anarchistes dans les pays anglophones et germanophones, in Le don de la liberté : les relations d’Albert Camus avec les libertaires, Actes de la 25e rencontres méditerranéennes Albert Camus, 10-11 octobre 2008, Arles, Les éditions de la nuit, 2008,  (ISBN 978-2917431382)[29].
- GIs under Siege: The turbulent 1980s The German Peace Movement Confronts the US Military, in: Francis McCollum Feeley (dir.) Les mouvements pacifistes américains et français, hier et aujourd'hui: Actes du colloque des 5,6 et 7 avril 2006 à l'unniversité de Savoie, Université de Savoie, Laboratoire Langages Littératures Sociétés, 2007, p.387-402

### En allemand
- Ursprung der Revolte: Albert Camus und der Anarchismus, Heidelberg, Verlag Graswurzelrevolution, 1998[30].
- September und die neuen Kriege. Von der Bewegung gegen neoliberale Globalisierung zu einer weltweiten Antikriegsbewegung?, Münster, Verlag Graswurzelrevolution, 2002,  (ISBN 3-9806353-4-1)[31].
- Können wir den ehrlichen Dialog in den Zeiten des Misstrauens retten? Die Begegnung zwischen Dag Hammarskjöld und Martin Buber, Frankfurt/Main, Zambon, 2012,  (ISBN 978-3-88975-193-5)[32].
- Camus und seine libertäre Kritik der Gewalt, in Willi Jung, Albert Camus oder der glückliche Sisyphos, V&R Unipress, 2013, extraits en ligne.
- Albert Camus – Libertäre Schriften, Laika, Hambourg, 2013.

### Traduction
- Charles Jacquier, Lebenserfahrung und Geistesarbeit: Simone Weil und der Anarchismus, Nettersheim, Verlag Graswurzelrevolution, 2006[33].

## Commentaire
Selon l'écrivain Jean-Pierre Barou dans Libération : « Depuis quatorze ans, un non violent issu du mouvement antinucléaire allemand, Lou Marin - un pseudo - épluche, de Heidelberg à Barcelone en passant par Lausanne - siège de la bibliothèque du Centre international de recherches sur l’anarchie, le Cira - toutes les revues libertaires. En 1998, il publie un ouvrage, Albert Camus et les libertaires (éditions Egrégores) rassemblant l’intégralité des textes libertaires de l’écrivain, grâce à l’éditrice Claire Auzias et la douce complicité de Catherine Camus, la fille de l’écrivain. En novembre 2008, la Pléiade incorpore ces textes, mais pas tous et si noyés parmi les autres qu’aucun critique n’en a relevé la présence. Ni, évidemment, le rôle de Lou Marin dans cette résurgence. »

## Citation
« Le mouvement politique anarchiste ne doit pas être confondu avec ce que les médias décrivent tous les jours comme étant «l'anarchie» : ces tueries, ce chaos, cette violence, auxquels seules la police et l'armée pourraient mettre fin, en particulier l'OTAN (voir le Kosovo, le Timor-Oriental, presque l'ensemble du continent africain, l'Afghanistan, l'Irak). Les anarchistes pensent, au contraire, que ce sont précisément ces forces qui créent cette situation qualifiée d'«anarchie», tandis que l'on cherchera généralement en vain des anarchistes dans les contrées concernées. Pour moi, l'anarchie, c'est la vision d'une société libre et socialiste, débarrassée de la tutelle de l'État, de la domination et de la violence. Dans cette perspective, je milite, depuis environ trois décennies, au sein d'un courant anarchiste non violent de langue allemande - «Graswurzelrevolution» -, continuateur lui-même de la revue de langue française Anarchisme et non-violence, qui exista de 1964 à 1974 et qu'on peut retrouver, aujourd'hui, sur Internet, sous l'appellation «Anarchisme et non-violence». Ce courant, constitué de groupes d'action directe non violente, témoigne de la persistance d'un anarchisme cherchant à atteindre l'objectif social qui est le sien par des moyens non violents. Pour ces groupes, si la société engendre le pouvoir, cette société est aussi à même de le supprimer : il faut, pour ce faire, qu'elle cesse de se soumettre et qu'elle refuse de soutenir les personnes qui l'exercent. Dans ce contexte, Camus représente, pour beaucoup de militants libertaires, une référence obligée. Sa conception mesurée de la révolte, pensée jusque dans ses limites, son refus de sacrifier des êtres humains pour un avenir hypothétique définissent toujours les contours d'une éthique révolutionnaire acceptable, dont il convient de s'inspirer pour mener à bien nos luttes du présent, pas toujours inefficaces, comme l'a prouvé, par exemple, notre combat contre les centrales nucléaires installées en Allemagne. » (Albert Camus et les libertaires : 1948-1960, 2013).

## Sources
- Christian Chevandier, Albert Camus et les libertaires (1948-1960), Le Mouvement social, n°232, juillet-septembre 2010, texte intégral.
- Jean-Pierre Barou, Camus, ce libertaire qu’on voudrait ignorer, Libération, 4 janvier 2010, texte intégral.
- Max Leroy, Lou Marin in Penser Camus en 2013 : à la rencontre des camusiens, Ragemag, 7 novembre 2013, texte intégral.
- Renée Mourgues, Lou Marin explore la facette libertaire d'Albert Camus, La République des Pyrénées, 5 mai 2010, texte intégral.
- Jean-Marie Dinh, Lou Marin : « Il y a une sous estimation de la pensée libertaire de Camus », Le vent se lève, 18 novembre 2013, texte intégral.
- Rachida Brahim, Albert Camus, commémoration pour un libertaire, Med'in Marseille, 6 janvier 2010, texte intégral.
- Thibault Scohier, Le soleil libertaire. Écrits libertaires (1948-1960) d’Albert Camus rassemblés et présentés par Lou Marin, Diffractions, 17 septembre 2013, texte intégral.
- Felip Équy, Camus : les libertaires et la non-violence, Le Monde libertaire, n°1598, 3-9 juin 2010, texte intégral.
- Daniel Cohn-Bendit, (Re)lire Camus, Chronique d'un cosmopolite, Le Nouvel Observateur, 16 mai 2013, texte intégral.
- Jean-Luc Porquet, Camus l’anarchiste, Le Canard enchaîné, n°4832, 5 juin 2013.
- Hubert Prolongeau, Libertaire, j'écris ton nom, Marianne, 23 juin 2013, texte intégral.
- (es) Galo Ghigliotto, Albert Camus: su relación con los anarquistas y su crítica libertaria de la violencia, El Mostrador, Chili, 2013, lire en ligne.

### Radio
- Lou Marin et Albert Camus, Radio libertaire, 8 mars 2012, écouter en ligne.

## Notices
- Notices d'autorité :   - VIAF
  - ISNI
  - BnF (données)
  - IdRef
  - LCCN
  - GND
  - CiNii
  - Espagne
  - Catalogne
  - WorldCat
- Lettres d'automne : notice biographique.
- Babelio, notice biographique.